# Toms Kantans
Toms Kantans (łot. Toms Kantāns, ur. 16 stycznia 1994 roku w Rydze) – łotewski arcymistrz szachowy od 2017 roku.

## Kariera szachowa
Swoją przygodę z szachami zaczął w wieku 6 lat. Był młodzieżowym mistrzem Łotwy w różnych kategoriach wiekowych i regularnie brał udział w juniorskich Mistrzostwach Europy oraz juniorskich Mistrzostwach Świata. W 2007 roku zdobył srebrny medal na Mistrzostwach Unii Europejskiej w grupie wiekowej U14, a w 2008 roku na tych samych mistrzostwach zdobył brązowy medal. Od 2009 roku regularnie bierze udział w szachowych mistrzostwach Łotwy. W 2015 i 2017 roku zajął drugie miejsce, a w 2010 i 2014 roku trzecie miejsce.
Toms Kantans grał dla drużyny Łotewskiej na:
- Olimpiadzie szachowej (2010, 2014, 2018[5][6])
- Drużynowych mistrzostwach Europy (2015[7])
- Szachowej letniej Uniwersjadzie w 2013[8]

W 2017 roku otrzymał tytuł arcymistrza.

### Życie osobiste
W 2015 roku poślubił polską szachistkę Annę Kantanę (z domu Iwanow). Para ma syna (ur. 2015).